# Tygodnik Handlowy
Tygodnik Handlowy – polskie czasopismo o tematyce gospodarczej wydawane w latach 1919–1961. Początkowo tygodnik, następnie przekształcony w miesięcznik.
Wydawcami były kolejno: 
- Stowarzyszenie Kupców Polskich w Warszawie,
- Naczelna Rada Zrzeszeń Kupiectwa Polskiego,
- Gospodarczy Instytut Wydawniczy Izb Przemysłowo-Handlowych i Rada Naczelna Zrzeszeń Kupieckich RP (w 1948),
- Naczelna Rada Zrzeszeń Prywatnego Handlu i Usług PRL.

Pierwszym redaktorem naczelnym był Stanisław Wartalski. Redakcja mieściła się w Warszawie przy ul. Pięknej 66a.
Od 1947 wydawano dodatki: Przegląd Przemysłowy, Szczecińskie Wiadomości Gospodarcze, Wiadomości Fotograficzne. 
W 1957 r. wraz z publikacją 8 nr dodano podtytuł: Biuletyn prywatnego handlu i usług.
Na zawartość czasopisma składały się materiały instruktażowe dla pracowników prywatnego handlu i usług, tematyka podatkowa i społeczna. 
Ostatnim wydaniem był nr 1 ze stycznia 1961. W wyniku połączenia Tygodnika Handlowego z Ogólnopolskim Tygodnikiem Gospodarczym powstał Tygodnik Przemysłowo-Handlowy.